# Port lotniczy Bella Unión
Port lotniczy Bella Unión (hiszp. Aeropuerto Bella Unión) – jeden z urugwajskich portów lotniczych. Znajduje się w mieście Bella Unión.